# Lafayette Open
Il Lafayette Open è stato un torneo di tennis facente parte del Grand Prix giocato nel 1979 a Lafayette (Louisiana) negli Stati Uniti su campi in sintetico indoor.

## Albo d'oro

### Singolare
| Anno | Vincitore     | Finalista  | Punteggio     |
| ---- | ------------- | ---------- | ------------- |
| 1979 | Marty Riessen | Pat Du Pré | 6–4, 5–7, 6–2 |

### Doppio
| Anno | Vincitori                      | Finalisti                  | Punteggio |
| ---- | ------------------------------ | -------------------------- | --------- |
| 1979 | Marty Riessen Sherwood Stewart | Victor Amaya Eric Friedler | 6–4, 6–4  |